# Bitka za Sisak 1592.
Bitka za Sisak bila je druga od velikih bitaka za ovaj grad u pohodima bosanskog paše Hasan-paše Predojevića na Hrvatsku.

## Političko-vojna pozadina
Nakon neuspjeha 1591. Predojević ponavlja osvajački pohod. Sisak je i dalje bio "ključ Hrvatske", jer bi padom Siska bio otvoren put prema Zagrebu što je onda pretpostavljalo i konačno osvajanje čitave Hrvatske. Da bi lakše osvajao hrvatske krajeve, podigao je tvrđavu Novigrad (Yeni Hisar), današnju Petrinju) radi zaobilaženja Siska i da mu posluži kao istureno uporište za napade na Hrvatsku.

## Tijek bitke
Unatoč ovakvim pripremama, osmanski osvajači nisu uspjeli ništa bitno postići. Turske snage su podsjele grad, ali hrvatske snage predvođene kanonikom Mikcem odoljele su osmanskim napadima.

## Ishod bitke
Ni drugi Predojevićev osvajački pohod nije uspio. Sljedeće godine ponovio je pokušaj. Na to ga je nešto poslije te godine ohrabrilo relativno lako osvajanje Bišća, svojevremeno nazivanog i "glavnim gradom hrvatskog kraljevstva". Odluku o novom pohodu ohrabrio je i uspjeh u bitci kod Bresta u Pokuplju iste godine kad je porazio postrojbe hrvatskog bana Tome Erdődyja te uspješna pustošenja po Turopolju (Mraclin i dr.).

## Posljedice
Osvajanjem biskupske tvrđave Siska Sulejmanov namjesnik u Bosni Hasan-paša nastavio bi nastavio pohod prema sjeverozapadu. Dva neuspjeha u ostvarenju odluke su ga razbjesnila pa je pustošio po Posavini i Turopolju, spalivši sva sela. To pljačkanje, palež i ubijanje prestrašili su stanovnike Zagreba i okolice toliko da su mnogi izbjegli u Štajersku i Kranjsku.